# Med Star (traghetto)
Il Med Star è un traghetto appartenente alla compagnia di navigazione italiana Star Lines.

## Servizio
Varato il 9 giugno 1986 nel cantiere navale Kurushima Dockyard Co. Ltd. di Onishi con il nome di Queen Diamond e consegnato l'11 ottobre successivo alla K.K. Diamond Ferry, prende servizio nello stesso mese nei collegamenti tra Kōbe, Matsuyama e Oita.
Il 1º aprile 2003, in seguito alla riorganizzazione delle rotte della compagnia armatrice, viene disarmato e messo in vendita.
Nel gennaio del 2004 viene venduto alla sudcoreana Sea World Express Ferry Co Ltd e, ribattezzato New Sea World Express Ferry, prende servizio nei collegamenti tra Mokpo e Jeju.
Nel novembre del 2008 viene venduto alla Endeavor Lines e, ribattezzato Princess T, giunge il 4 luglio 2009 a Perama, dove viene sottoposto a lavori di ristrutturazione.
Il 12 luglio 2013 viene trasferito nei cantieri navali di Yalova, dove viene sottoposto ad ulteriori lavori di ristrutturazione.
Nel novembre del 2013 viene noleggiato alla Gotlandsbåten, con l'intenzione di impiegarlo nei collegamenti tra Visby e Västervik nell'estate del 2014.
Nel giugno del 2014 viene ribattezzato Vastervik e viene preparato all'ingresso in linea. Tuttavia, il 2 luglio la compagnia annuncia la cancellazione del servizio ed il traghetto torna in disarmo.
Il 21 dicembre 2015 esegue delle prove in mare ed il 28 marzo 2016 viene registrato sotto le insegne della Effect Shipholding Co. Il 27 aprile prende servizio nei collegamenti tra Igoumenitsa, Corfù e Brindisi sotto le insegne della EMC.
Il 15 novembre 2016, a causa di una serie di mancati pagamenti, viene sequestrato ad Igoumenitsa.
Nell'agosto del 2017 viene venduto alla Inter Shipping e, ribattezzato Med Star nel marzo del 2018, prende servizio nei collegamenti tra Tangeri Med ed Algeciras.
Il 14 gennaio 2023 viene disarmato ad Algeciras e messo in vendita.
Nell'aprile del 2024 viene venduto alla compagnia italiana Star Lines ed il 9 maggio successivo salpa da Gibilterra verso Il Pireo al traino del rimorchiatore Christos XXXIV.

## Navi gemelle
- Ferry Diamond